# Haplohymenium tenuissimum
Haplohymenium tenuissimum là một loài Rêu trong họ Thuidiaceae. Loài này được (Besch.) Broth. mô tả khoa học đầu tiên năm 1907.